# Terrorangrebet i Minnesota 2016
Den 17. september 2016 gik en 22-årig mand amok i et indkøbscenter i Minnesota. Han sårede 9 mennesker alvorligt.
Gerningsmanden blev skudt og dræbt af bevæbnede politimænd, da han forsøgte at flygte fra stedet.
45°34′N 94°13′V / 45.56°N 94.21°V